# 太伏镇
太伏镇，是中华人民共和国四川省泸州市泸县下辖的一个乡镇级行政单位。

## 行政区划
太伏镇下辖以下地区：
太平社区、神仙桥社区、永利村、王湾村、五里村、林桥村、石坝村、渔湾村、新石村、玉溪村、张枣村、石龙井村、青桥村、伏龙村、大山村、王坪村、大坪子村、照南山村、双石村和沙河村。